# María José de Chopitea
María José de Chopitea Rossel  (Barcelona, 12 de noviembre de 1915-?), fue una escritora, editora y traductora española nacionalizada mexicana.

## Trayectoria
Nació en 1915 en una familia acomodada en el barrio barcelonés de Sarrià. Recibió una formación que incluía estancias en Ginebra para estudiar francés. Durante la guerra civil española trabajó como enfermera voluntaria en cirugía de heridos del Hospital General de Barcelona.   Además era telefonista en el Comissariat de Propaganda de la Generalidad de Cataluña, ubicado en el Hotel Majestic.
El 30 de enero de 1939, cruzó la frontera acompañando al personal del consulado de México en Barcelona, ya que mantenía una relación con Luis Octavio Madero, entonces cónsul mexicano en la ciudad. Tras permanecer unos meses en París y Ginebra, embarcó desde Burdeos rumbo a México, donde arribó en noviembre de ese mismo año.  Se casó con Madero el 18 de agosto de 1943 aunque el matrimonio acabó separándose.  Tomó la nacionalidad mexicana en 1946.
Colaboró en periódicos y revistas mexicanas como El Nacional, Nosotras, Confidencias, Mañana, Todo, La Semana Ilustrada y en publicaciones republicanas como Euzkoo Deya (La voz de los vascos en México), y Orfeo Catalá.
Chopitea fue secretaria personal del muralista David Alfaro Siqueiros durante su encarcelamiento en la Ciudad de México, encargándose de su correspondencia y de diversas tareas. Continuó colaborando con él tras su liberación hasta su fallecimiento. También trabajó para Carlos Lleras Restrepo, quien más tarde se convertiría en presidente de Colombia.
En 1950 publicó Lazos de infancia, una recopilación de cuentos infantiles.
En 1954 se publicó una novela casi autobiográfica sobre los avatares de los refugiados españoles en Europa con el título de Sola. Le siguieron el ensayo Geishuba (Jardín del Istmo), publicado por primera vez en 1960.  Era un libro de viajes y ensayo autobiográfico con enfoque antropológico que tuvo éxito en México, con dos reediciones en 1961. Ilustrado por Ernesto García Cabral, la obra ofrece un relato vibrante y lleno de color sobre un viaje que la autora realizó por el Istmo de Tehuantepec. Guieshuba constituye un homenaje apasionado a una de las regiones más pintorescas de México y a sus tradiciones más arraigadas.
Escribió también una obra de teatro en tres actos La dictadora (1963), con prólogo del dramaturgo Federico S. Inclán.  Esta es una obra que refleja el llamado intraexilio, es decir, la convivencia cotidiana entre familias exiliadas. La autora se inspira en un conflicto generacional e intrafamiliar que presenció entre la intelectual exiliada Margarita Nelken —representada como "la dictadora"— y su nieta, Margarita Salas (apodada Cuqui), con quien vivía. El desencuentro se origina por el noviazgo de Cuqui con el hijo del dramaturgo Cipriano Rivas Cherif, cuñado de Manuel Azaña. Las tensiones entre las familias Nelken y Rivas Cherif-Azaña, derivadas de diferencias políticas previas, persistieron en el exilio mexicano, incluso cuando ambas compartían el mismo edificio. La obra muestra cómo los jóvenes intentaban liberarse de los conflictos heredados y las divisiones ideológicas del pasado.
En 1964 fue una de los miembros fundadores de la Asociación de Escritores de México (n.º 36).  En 1976, fundó la editorial Premiá, donde asumió la responsabilidad administrativa. En este proyecto la acompañaron Margarita Millet como gerente general, José Miguel Tola en producción y el bibliófilo peruano Fernando Tola de Habich como editor.
Se desconoce la fecha de su muerte.